# Powiat Donnersberg
Powiat Donnersberg (niem. Donnersbergkreis) – powiat w niemieckim kraju związkowym Nadrenia-Palatynat. Siedzibą powiatu jest miasto Kirchheimbolanden.

## Podział administracyjny
Powiat Donnersberg składa się z:
- pięciu gmin związkowych (Verbandsgemeinde)

Gminy związkowe:
| Lp. | Nazwa gminy związkowej | Ludność (31.12.2009) | Powierzchnia km² | Liczba gmin |
| --- | ---------------------- | -------------------- | ---------------- | ----------- |
| 1   | Eisenberg (Pfalz)      | 13.430               | 63,69            | 3           |
| 2   | Göllheim               | 12.062               | 79,53            | 13          |
| 3   | Kirchheimbolanden      | 19.317               | 147,35           | 16          |
| 4   | Nordpfälzer Land       | 18.389               | 243,13           | 36          |
| 5   | Winnweiler             | 13.373               | 111,19           | 13          |

## Zmiany administracyjne
1 stycznia 2020
- połączenie gminy związkowej Rockenhausen z gminą związkową Alsenz-Obermoschel w gminę związkową Nordpfälzer Land